# Rejon mostowski
Rejon mostowski (biał. Масто́ўскі раён, Mastouski rajon ros. Мосто́вский райо́н, Mostowskij rajon) – rejon w zachodniej Białorusi, w obwodzie grodzieńskim. Znajduje się w nim wieś Bohatyrowicze.

## Geografia
Rejon mostowski ma powierzchnię 1342,04 km². Lasy zajmują powierzchnię 224,99 km², bagna 21,38 km², obiekty wodne 13,05 km².